# Nederlandse kampioenschappen schaatsen afstanden 2020 - 5000 meter mannen
De 5000 meter mannen op de Nederlandse kampioenschappen schaatsen afstanden 2020 werd op vrijdag 26 december 2019 in ijsstadion Thialf te Heerenveen verreden, waarbij 16 deelnemers startten.

## Uitslag
| #      | Schaatser        | Tijd    |
| ------ | ---------------- | ------- |
| Goud   | Patrick Roest    | 6.09,79 |
| Zilver | Sven Kramer      | 6.10,91 |
| Brons  | Jorrit Bergsma   | 6.14,65 |
| 4      | Marcel Bosker    | 6.17,51 |
| 5      | Douwe de Vries   | 6.18,62 |
| 6      | Jan Blokhuijsen  | 6.21,47 |
| 7      | Bart de Vries    | 6.22,06 |
| 8      | Marwin Talsma    | 6.22,52 |
| 9      | Chris Huizinga   | 6.23,79 |
| 10     | Kars Jansman     | 6.26,00 |
| 11     | Erik Jan Kooiman | 6.27,11 |
| 12     | Victor Ramler    | 6.28,92 |
| 13     | Jos de Vos       | 6.30,73 |
| 14     | Crispijn Ariëns  | 6.32,95 |
| 15     | Robert Bovenhuis | 6.33,52 |
| 16     | Bob de Vries     | 6.35,21 |

Uitslag op 
1987 · 
1988 · 
1989 · 
1990 · 
1991 · 
1992 · 
1993 · 
1994 · 
1995 · 
1996 · 
1997 · 
1998 · 
1999 · 
2000 · 
2001 · 
2002 · 
2003 · 
2004 · 
2005 · 
2006 · 
2007 · 
2008 · 
2009 · 
2010 · 
2011 · 
2012 · 
2013 · 
2014 · 
2015 · 
2016 · 
2017 · 
2018 · 
2019 · 
2020 · 
2021 · 
2022 · 
2023 · 
2024 · 
2025